# Daniela Hodrová
Daniela Hodrová (ur. 5 lipca 1946 w Pradze, zm. 30 sierpnia 2024) – czeska powieściopisarka i badaczka literatury.

## Życie
Jest córką aktora filmowego i teatralnego Zdeńka Hodra. Studiowała na Uniwersytecie Karola rusycystykę, bohemistykę, romanistykę i literaturę porównawczą. W roku 1977 obroniła pracę doktorską o przesłankach powstania powieści w literaturze staroruskiej. W latach 1972–1975 pracowała jako redaktor w wydawnictwie Odeon. Obecnie jest pracownikiem naukowym Instytutu Literatury Czeskiej Akademii Nauk. W 2011 roku otrzymała czeską Nagrodę Państwową w dziedzinie literatury. W 2012 przyznano jej Nagrodę Franza Kafki.
W 2016 została wyróżniona nagrodą główną Magnesia Litera.

## Prace literaturoznawcze
Jest autorką wielu artykułów literaturoznawczych, drukowanych w specjalistycznych czasopismach i tomach zbiorowych. Wydała prace Hledání románu. Kapitoly z historie a typologie žanru (1989, Poszukiwanie powieści. Studia z historii i typologii gatunku), Román zasvěcení (1993, Powieść wtajemniczenia) i Místa z tajemstvím. Kapitoly z literární topologie (1994, Miejsca tajemne. Studia z topologii literackiej). Tłumaczyła na czeski Michaiła Bachtina.

## Eseistyka
W 2006 ukazał się tom eseistyczny Hodrovej Citlivé město (Czułe miasto).

## Twórczość beletrystyczna
Jej pierwsza powieść datowana jest 1977-1984, ale proza beletrystyczna Hodrovej mogła się ukazywać dopiero po aksamitnej rewolucji. Pisarka wydała trylogię Tryznivé město (Miasto utrapienia), na którą składają się powieści Podobojí (1991, Pod dwiema postaciami), Kukly (1991, Poczwarki) i Théta (1992, Theta). W roku 1994 ukazała się jej powieść Perunův den (Dzień Peruna), a w 1997 kolejna, Ztracené děti (Dzieci marnotrawne). W 2003 pisarka ogłosiła powieść Komedie (Komedia), podejmującą wątki trylogii Miasto utrapienia, w 2010 wyszła jej powieść Vyvolávání (Wywoływanie), a w 2014 Točité věty (Poplątane zdania). Hodrová jest też autorką eseju-literackiego przewodnika poświęconego Pradze Město vidím... (wyd. przekładu francuskiego: Prague. Visite privée, 1991, wyd. oryginału 1992, Miasto widzę).
Jej proza tłumaczona jest na wiele języków europejskich.
W Polsce fragmenty beletrystyki Hodrovej drukowały „Krasnogruda”, „Kwartalnik Artystyczny”, „Literatura na Świecie” i „Opcje”, prace literaturoznawcze – „Akant”, „Przegląd Artystyczno-Literacki” i „Tygiel Kultury”. Książkowo ukazała się powieść Pod dwiema postaciami w przekładzie Leszka Engelkinga oraz wspomniany esej-przewodnik Miasto widzę (Bydgoszcz 2015, przekład Joanna Derdowska).